# سرجنگل (کلات)
سرجنگل روستایی در دهستان پساکوه بخش زاوین شهرستان کلات استان خراسان رضوی ایران است.

## جمعیت
بر پایه سرشماری عمومی نفوس و مسکن در سال ۱۳۹۵ جمعیت این روستا ۲۰۱ نفر (در ۶۱ خانوار) بوده‌است.